# Królewski Poker / TV Super Star
Królewski Poker / TV Super Star – drugi oficjalny singiel nagrany przez zespół Mech jako Zjednoczone Siły Natury "Mech". Został wydany w roku 1981 przez wytwórnię Tonpress. Utrzymany jest w stylistyce rocka, muzyki elektronicznej, rocka alternatywnego i rocka symfonicznego.

## Lista utworów
Strona A
1. "Królewski Poker" (muz. i sł. Maciej Januszko, Robert Milewski) – 5:45

Strona B
1. "TV Super Star" (muz. i sł. Maciej Januszko, Robert Milewski) – 3:50

## Twórcy
- Maciej Januszko – gitara, śpiew
- Janusz Łakomiec – gitara
- Robert Milewski – śpiew, instrumenty klawiszowe
- Janusz Domański – perkusja
- Andrzej Nowicki – gitara basowa